# Thaumasianthes amplifolia
Thaumasianthes amplifolia är en tvåhjärtbladig växtart som först beskrevs av Elmer Drew Merrill, och fick sitt nu gällande namn av Danser. Thaumasianthes amplifolia ingår i släktet Thaumasianthes och familjen Loranthaceae. Inga underarter finns listade i Catalogue of Life.